# Schlossgymnasium Künzelsau
Das Schlossgymnasium Künzelsau ist ein staatliches Aufbaugymnasium mit Internat in Trägerschaft des Landes Baden-Württemberg in Künzelsau im Hohenlohekreis. Etwa 380 Schülerinnen und Schüler besuchen die Schule, davon etwa 50 Internatsschüler. Die Schule ist im Schloss Bartenau beheimatet.

## Geschichte des Bildungsstandortes

### Lehrerseminar (1873–1934)
Am 10. Juli 1873 wurde im Künzelsauer Schloss das Lehrerseminar eröffnet. Es richtete sich an Volksschüler mit gutem Abschluss, die als „Seminaristen“ auf den Beruf des Volksschullehrers vorbereitet wurden.
Die städtische Knabenvolksschule diente als „Übungsschule“, in der die Seminaristen erste Unterrichtserfahrungen sammelten. Mit der Zeit wurde das Bildungsangebot erweitert, so dass ab 1911 ein höherer Abschluss erreicht und ab 1926 die Mittlere Reife erlangt werden konnte. 1934 wurde das Seminar aufgrund nationalsozialistischer Bildungsreformen geschlossen.

### Deutsche Heimschule für Jungen. Aufbauschule Künzelsau (1939–1945)
Nach umfangreichen Umbauarbeiten am Schlossgebäude während der NS-Zeit wurde 1939 die „Aufbauschule für Jungen“ eröffnet. Der Unterricht folgte einer stark nationalsozialistisch geprägten Ideologie, ergänzt durch militärischen Drill. Der Betrieb der Schule endete 1945 kurz vor Kriegsende.

### Pädagogisches Institut (1946–1950)
Nach dem Krieg herrschte ein großer Bedarf an Volksschullehrern. Bereits 1946 nahm das Pädagogische Institut im Schloss den Betrieb auf, um Lehrer in kompakten Kursen auszubilden. Neben regulären Klassen gab es Sonderkurse für Kriegsheimkehrer und Flüchtlinge. Ab 1948 wurde der Unterricht in eine „Lehreroberschule“ und ein „Pädagogisches Institut“ unterteilt. 1950 endete diese Phase, da die Lehrerausbildung an Pädagogische Hochschulen verlagert wurde.

### Staatliches Aufbaugymnasium mit Internat (ab 1950)
Mit der Umwandlung in ein staatliches Aufbaugymnasium begann eine neue Ära. Das Gymnasium führte talentierte Absolventen ländlicher Volksschulen in sechs Jahren zum Abitur und behielt die musische Ausrichtung bei. Anfangs wurden die Schüler überwiegend im Schloss und der ehemaligen Übungsschule unterrichtet, während das Internat weiterhin eine zentrale Rolle spielte. Traditionen wie Musikaufführungen, Theater und Adventssingen prägten das Schulleben. In den 1960er Jahren entstand der heutige Schulcampus auf dem Gelände des ehemaligen Schulgartens.
Zugleich begann die Öffnung für Mädchen (Koedukation) im Internat und die Einführung neuer Profile wie des Sportprofils ab 1989. Mit den Reformen der 1980er und 2000er Jahre wuchs die Schülerzahl.
In den weiteren Jahrzehnten erfuhr das Schlossgymnasium zahlreiche bauliche und strukturelle Erweiterungen. Zuletzt wurde 2021 die grundsanierte Turnhalle eingeweiht. Die Schule kooperiert heute mit Gemeinschaftsschulen.
2023 feierte die Schule ihr 150-jähriges Bestehen.

#### Schulleiter am Schlossgymnasium
- 1945–1953: Ludwig Heim
- 1953–1963: Otto Kleine
- 1963–1971: Günther Scheel
- 1971–1972: Dieter Ammon
- 1972–1989: Roland Krause
- 1989–2006: Bärbel Dietz
- 2006–2018: Dieter Hummel
- seit 2018: Johannes Smolka

## Lage
Das Schlossgymnasium liegt im Schloss Bartenau in Künzelsau. Zum Schulcampus gehören Turnhalle, Schulgebäude und Internatsgebäude.

## Konzeption
Das Schlossgymnasium Künzelsau ist ein staatliches Aufbaugymnasium. Aufbaugymnasien ermöglichen es Schülerinnen und Schülern, nach der 7. Klasse, nach der Mittleren Reife oder einem vergleichbaren Abschluss die allgemeine Hochschulreife zu erwerben.
Die Schule bietet unterschiedliche Profile, darunter Musik und Sport, ab der 7. Klasse an.

### Leitbild
Die Schule legt besonderen Wert auf Gemeinschaft, Ganztagsschule und Förderangebote, die den Einstieg erleichtern. Sie bietet zwei Profilfächer, Musik und Sport, die ab Klasse 7 als Hauptfächer unterrichtet werden, ergänzt durch zahlreiche Arbeitsgemeinschaften und Austauschprogramme.
Die Schule betont soziales Lernen, Respekt und Toleranz, unterstützt durch das Netzwerk Schule ohne Rassismus – Schule mit Courage. Vielfältige Angebote stärken die Schulgemeinschaft, darunter Kennenlerntage, Schülerpaten und Internatsveranstaltungen.

### Profile
Am Schlossgymnasium werden Musik oder Sport als Profilfächer angeboten.

#### Sportprofil
Das Schlossgymnasium Künzelsau bietet ab Klasse 7 einen Sportzug mit besonderem Schwerpunkt auf Fechten in Kooperation mit dem Fechtclub Würth. Der Unterricht umfasst vier Sportpraxisstunden und eine Theoriestunde pro Woche.
Neben dem Unterricht organisiert die Schule vielfältige sportliche Aktivitäten wie:
- Ausflüge zu Profiturnieren
- Skischullandheime
- Wasserski
- Surfen und Tanzauftritte
- Jährliche Austragung des Hohenlohe Cups, ein von Schülern geplantes Sportturnier, das Projektmanagement und Teamarbeit fördert

Es werden die Arbeitsgemeinschaften Schwimmen, Tennis, Fitness, Basketball, Fußball, Volleyball und Judo angeboten. Ein Kraftraum steht ebenfalls zur Verfügung.
Das Schlossgymnasium nimmt regelmäßig an Wettbewerben von Jugend trainiert für Olympia & Paralympics teil. Die Schüler treten in Disziplinen wie Volleyball, Fußball, Gerätturnen und Fechten an und können bei regionalen und nationalen Wettkämpfen Erfahrungen sammeln.
Zudem ist das Schlossgymnasium Partnerschule der Olympiastützpunkte, wodurch spezielle Fördermöglichkeiten für talentierte Schüler bestehen.

#### Musikprofil
Musik wird ab Klasse 7 als Profilfach unterrichtet. 
Die Schüler besuchen neben dem Musikunterricht noch verpflichtenden Instrumentalunterricht.
Das Schlossgymnasium bietet ein Spektrum musikalischer Arbeitsgemeinschaften, die Vokal- und Instrumentalbereiche abdecken: Chor der Klasse 7 m, großer Schulchor, Kammerchor, Streicher-AG, Percussion-AG, Bläser-AG, Schulband.

### Ganztageskonzept
Der Unterricht umfasst einen rhythmisierten Tagesablauf mit Ganztagsbetreuung. Eigenverantwortliches Arbeiten (EVA-Stunden) und ein breites Angebot an Wahlfächern und Arbeitsgemeinschaften sind zentraler Bestandteil des Konzepts.

### Aufnahmeverfahren
Die Aufnahme am Schlossgymnasium erfolgt im Regelfall in vier Klassen, die jedes Jahr neu eingerichtet werden:
- 7s – Sportprofil
- 7m – Musikprofil
- 11c – Anschlussklasse nach dem Abschluss der Realschule
- 11g – Anschlussklasse nach dem Abschluss der Gemeinschaftsschule

Bewerberinnen und Bewerber für das Internat werden generell in allen Klassenstufen aufgenommen.

### Kosten
Als staatliche Schule ist das Schlossgymnasium kostenfrei. Für das Internat fallen jedoch Unterkunfts- und Verpflegungskosten an, die abhängig vom Einkommen der Eltern sind.

### Internat
Das Internat beherbergt etwa 50 der insgesamt 390 Schülerinnen und Schüler. Diese leben in Einzelzimmern in den fünf Internatshäusern oder im Schloss. Die Betreuung der Internatsschülerinnen und -schüler wird von vier Sozialpädagoginnen  übernommen. Zudem sind auch Lehrkräfte in die Arbeit des Internats eingebunden, um eine enge Verbindung zwischen schulischem und internem Leben zu gewährleisten. Nachmittags stehen verschiedene Freizeitangebote zur Verfügung.